# 西根氏
西根氏（にしねし）は日本の氏族の1つ。
鎌倉時代の初、羽後国仙北郡西根邑を領して西根氏を称す一族。南北朝時代に現在の山形県東根市長瀞地区に城を築き、この城が安土桃山時代の長瀞城（ながとろじょう）（別名、雁城（かりがねじょう））の原型であるという。最上義光の家臣で東根城留守役の西根兵部（にしねひょうぶ）はその後裔という。羽後国のほか因幡国にもその氏を見ゆ。